# Eleições estaduais no Rio de Janeiro em 1974
As eleições estaduais no Rio de Janeiro em 1974 ocorreram sob a Lei Complementar Número Vinte e o Ato Institucional Número Três, instrumentos que permitiram a nomeação do governador Faria Lima em 3 de outubro e a eleição do senador Saturnino Braga, 22 deputados federais e 46 deputados estaduais em 15 de novembro, repetindo, com adaptações, a solução vigente para os 22 estados e aos territórios federais do Amapá, Rondônia e Roraima, sendo que os fluminenses residentes no Distrito Federal escolheram seus representantes no Congresso Nacional por força da Lei n.º 6.091 de 15 de agosto de 1974.
O vice-almirante Floriano Peixoto Faria Lima nasceu na cidade do Rio de Janeiro, sentou praça na Escola Naval em 1933 e participou de operações navais durante a Segunda Guerra Mundial. Nos anos vindouros fez cursos de comando e foi instrutor na Escola de Guerra Naval, além de comandar a Escola de Aprendizes-Marinheiros de Pernambuco. Membro do Gabinete Militar no governo Jânio Quadros, foi responsável pela Superintendência Nacional da Marinha Mercante. Aluno de Humberto Castelo Branco na Escola Superior de Guerra, compôs a 1ª Seção do Estado-Maior das Forças Armadas e deu sequência à sua carreira militar como subchefe de gabinete do Ministério da Marinha e também adido militar nos Estados Unidos e Canadá. Aposentado em 1971 teve na presidência da Petrobras o seu último cargo público antes de ser nomeado governador do Rio de Janeiro pelo presidente Ernesto Geisel em 1974.
Filho e neto de políticos, Saturnino Braga nasceu no Rio de Janeiro graduando-se em 1954 pela Universidade Federal do Rio de Janeiro com cursos junto ao Instituto Superior de Estudos Brasileiros (ISEB) e na Comissão Econômica para a América Latina e o Caribe (CEPAL) e trabalhou na Companhia Nacional de Álcalis em Cabo Frio antes de ingressar no Banco Nacional de Desenvolvimento Econômico e Social (BNDES) onde chefiou o Departamento de Planejamento e lecionou na Universidade Federal Fluminense. Eleito deputado federal via PSB em 1962, figurou como suplente em 1966 quando já estava no MDB retomando, a seguir, sua carreira como engenheiro civil até voltar à política ao eleger-se senador em 1974 como substituto de Afonso Celso Ribeiro de Castro.

## Governador do Rio de Janeiro
O titular do cargo foi nomeado pelo presidente da República conforme ditava a legislação vigente.
| Candidatos a governador do estado | Candidatos a vice-governador | Número | Coligação             | Votação | Percentual |
| --------------------------------- | ---------------------------- | ------ | --------------------- | ------- | ---------- |
| Faria Lima ARENA                  | Não havia -                  | -      | ARENA (sem coligação) | -       | -          |
| Fontes:.                          |                              |        |                       |         |            |

## Resultado da eleição para senador
Conforme o Tribunal Superior Eleitoral foram apurados 1.336.748 votos nominais (79,56%), 170.283 votos em branco (10,14%) e 173.029 votos nulos (10,30%) resultando no comparecimento de 1.680.060 eleitores.
| Candidatos a senador da República | Candidatos a suplente de senador | Número | Coligação             | Votação | Percentual |
| --------------------------------- | -------------------------------- | ------ | --------------------- | ------- | ---------- |
| Saturnino Braga MDB               | Álano Barcelos MDB               | -      | MDB (sem coligação)   | 853.772 | 63,87%     |
| Paulo Torres ARENA                | Aluizio de Castro ARENA          | -      | ARENA (sem coligação) | 482.976 | 36,13%     |
| Fontes:                           |                                  |        |                       |         |            |

## Deputados federais eleitos
São relacionados os candidatos eleitos com informações complementares da Câmara dos Deputados.

Representação eleita
  MDB: 13
  ARENA: 9

| Deputados federais eleitos | Partido | Votação | Percentual | Cidade onde nasceu    | Unidade federativa |
| Moreira Franco             | MDB     | 122.692 |            | Teresina              | Piauí              |
| José Peixoto Filho         | MDB     | 87.372  |            | Rio de Janeiro        | Rio de Janeiro     |
| Alberto Lavinas            | MDB     | 70.724  |            | Três Rios             | Rio de Janeiro     |
| Walter da Silva            | MDB     | 66.540  |            | Campos dos Goytacazes | Rio de Janeiro     |
| Osvaldo Lima               | MDB     | 56.349  |            | Rio de Janeiro        | Rio de Janeiro     |
| Ário Teodoro               | MDB     | 45.796  |            | Rio de Janeiro        | Rio de Janeiro     |
| Eduardo Galil              | ARENA   | 42.263  |            | Trajano de Moraes     | Rio de Janeiro     |
| Leônidas Sampaio           | MDB     | 38.640  |            | Petrópolis            | Rio de Janeiro     |
| Hydekel de Freitas         | ARENA   | 38.392  |            | Duque de Caxias       | Rio de Janeiro     |
| Joel Lima                  | MDB     | 37.595  |            | Manhumirim            | Minas Gerais       |
| Luís Braz                  | ARENA   | 36.935  |            | Itaocara              | Rio de Janeiro     |
| Alair Ferreira             | ARENA   | 36.365  |            | Sacramento            | Minas Gerais       |
| José Haddad                | ARENA   | 34.070  |            | Nova Iguaçu           | Rio de Janeiro     |
| Daso Coimbra               | ARENA   | 31.321  |            | Rio de Janeiro        | Rio de Janeiro     |
| José Sally                 | ARENA   | 30.773  |            | Itaocara              | Rio de Janeiro     |
| Osmar Leitão               | ARENA   | 30.275  |            | São Gonçalo           | Rio de Janeiro     |
| Darcílio Ayres             | ARENA   | 27.817  |            | Nova Iguaçu           | Rio de Janeiro     |
| Brígido Tinoco             | MDB     | 26.810  |            | Niterói               | Rio de Janeiro     |
| Milton Steinbruch          | MDB     | 25.875  |            | Rio de Janeiro        | Rio de Janeiro     |
| José Maurício              | MDB     | 24.825  |            | Campos dos Goytacazes | Rio de Janeiro     |
| Abdon Gonçalves            | MDB     | 23.261  |            | São João de Meriti    | Rio de Janeiro     |
| Emanuel Waismann           | MDB     | 22.175  |            | Rio de Janeiro        | Rio de Janeiro     |
| Fontes:                    |         |         |            |                       |                    |

## Deputados estaduais eleitos
No Rio de Janeiro foram eleitos 46 deputados estaduais dos quais 27 do MDB e 19 da ARENA.

Representação eleita
  MDB: 27
  ARENA: 19

| Deputados estaduais eleitos  | Partido | Votação | Percentual | Cidade onde nasceu       | Unidade federativa |
| Jaime Campos                 | MDB     | 25.681  |            | São Gonçalo              | Rio de Janeiro     |
| Frederico Padilha            | ARENA   | 23.299  |            |                          |                    |
| José Alves de Brito          | MDB     | 23.277  |            | Ingá                     | Paraíba            |
| Waldir da Costa              | MDB     | 23.088  |            |                          |                    |
| Marcelo Drabie               | MDB     | 22.200  |            |                          |                    |
| Antônio Gaspar               | MDB     | 21.977  |            |                          |                    |
| Geraldo Di Biase             | MDB     | 21.708  |            | Valença                  | Rio de Janeiro     |
| Silvério do Espírito Santo   | MDB     | 21.611  |            |                          |                    |
| Jorge Bedran                 | MDB     | 20.642  |            |                          |                    |
| Claudio Moacyr               | MDB     | 20.598  |            | Macaé                    | Rio de Janeiro     |
| Saramago Pinheiro            | ARENA   | 19.939  |            | Niterói                  | Rio de Janeiro     |
| Sílvio Lessa                 | MDB     | 19.764  |            |                          |                    |
| Francisco Lomelino           | MDB     | 19.591  |            |                          |                    |
| Jorge Sessim                 | ARENA   | 18.946  |            |                          |                    |
| Hélio Gomes                  | MDB     | 18.236  |            |                          |                    |
| Francisco Amaral             | MDB     | 25.554  |            | Pedreiras                | Maranhão           |
| Monteiro Linhares            | ARENA   | 16.849  |            |                          |                    |
| Gilberto Rodrigues           | MDB     | 16.632  |            |                          |                    |
| Lázaro de Carvalho           | MDB     | 16.286  |            | São Sebastião do Paraíso | Minas Gerais       |
| Luiz Carlos Soares           | MDB     | 16.072  |            |                          |                    |
| Alberto Duaire               | MDB     | 16.034  |            |                          |                    |
| Geraldo André                | ARENA   | 15.306  |            |                          |                    |
| Astor Pereira de Melo        | ARENA   | 15.012  |            |                          |                    |
| Juvêncio Santana             | MDB     | 14.523  |            | Volta Redonda            | Rio de Janeiro     |
| Fernando Leandro             | MDB     | 13.651  |            |                          |                    |
| Paulo Américo                | ARENA   | 13.612  |            |                          |                    |
| Márcio Macedo                | MDB     | 13.187  |            | Três Rios                | Rio de Janeiro     |
| Rubens Ferraz                | MDB     | 13.157  |            |                          |                    |
| José Nader                   | ARENA   | 12.939  |            | Bananal                  | São Paulo          |
| Amadeu Chacar Filho          | MDB     | 12.721  |            |                          |                    |
| José Carlos Miranda          | ARENA   | 12.713  |            |                          |                    |
| Otime Cardoso dos Santos     | MDB     | 12.670  |            |                          |                    |
| Osiris de Paiva Souza        | MDB     | 12.471  |            |                          |                    |
| Henrique Peçanha             | MDB     | 12.410  |            |                          |                    |
| Paulo Albernaz               | MDB     | 12.255  |            |                          |                    |
| Antônio Alexandre            | ARENA   | 12.185  |            |                          |                    |
| Jorge Ayres                  | ARENA   | 12.078  |            |                          |                    |
| Odair Gama                   | ARENA   | 11.606  |            |                          |                    |
| Flávio Palmier da Veiga      | ARENA   | 11.455  |            | Niterói                  | Rio de Janeiro     |
| Gil Marques                  | MDB     | 10.967  |            |                          |                    |
| Valdílio Vilas Boas          | ARENA   | 10.649  |            |                          |                    |
| Josias Ávila Júnior          | ARENA   | 10.450  |            |                          |                    |
| Feliciano Costa              | ARENA   | 10.429  |            |                          |                    |
| Paulo Pfeil                  | ARENA   | 9.861   |            |                          |                    |
| Alberto Torres               | ARENA   | 9.771   |            |                          |                    |
| João Ruy de Queiroz Pinheiro | ARENA   | 9.770   |            |                          |                    |
| Fontes:                      |         |         |            |                          |                    |